# Olga Boettcher
Olga Boettcher, född 1907, död 2002, var en chilensk politiker. Hon blev guvernör i La Unión Department, 1941. Hon var sitt lands första kvinnliga guvernör.